# Jutta Ploch
Jutta Ploch (alemany: Jutta Schenk)  (Weißenfels, 13 de gener de 1960), de casada Schenk, és una remadora alemanya, ja retirada, que va competir sota bandera de la República Democràtica Alemanya durant la dècada de 1980.
El 1980 va prendre part en els Jocs Olímpics d'Estiu de Moscou, on va guanyar la medalla d'or en la prova del quàdruple scull del programa de rem. Formà equip amb Roswietha Zobelt, Sybille Reinhardt, Jutta Lau i Liane Buhr.
En el seu palmarès també destaquen tres medalles al Campionat del món de rem, d'or en el doble scull el 1983 i de plata, en el quàdruple scull, el 1981 i 1982. A nivell nacional va guanyar el títol del doble i quàdruple scull de 1981 a 1983.